# Tuspo Fürth
Tuspo Fürth (offiziell: Turn- und Sportverein Fürth e. V.) war ein Sportverein aus Fürth. Die erste Fußballmannschaft wurde unter dem Namen TSV Fürth im Jahre 1920 deutscher Meister des Arbeiter-Turn- und Sportbund (ATSB).

## Geschichte
Der Verein wurde am 12. Dezember 1895 als Arbeiter Turnverein Fürth gegründet. Im Jahre 1908 schloss sich der Turnverein Jahn Fürth an, bevor vier Jahre später die Fusion mit dem Kraftsportclub Fürth und den Fußballvereinen FC Merkur Fürth und FC Pfeil Fürth zum TSV Fürth folgte.
Die Fußballer wurden im Jahre 1920 bayerischer Meister und erreichten nach einem 7:3-Sieg über die Freie Turnerschaft Bornheim und einem 9:0 über TK Untertürkheim die Endrunde um die deutsche Arbeitermeisterschaft. Das Halbfinale gewannen die Fürther mit 3:2 beim Dresdner SV 10 und trafen im Endspiel auf den TuS Süden Forst. Vor 5000 Zuschauern in Leipzig ging der TSV nach einer torlosen ersten Halbzeit mit 3:0 in Führung und mussten noch zwei Gegentreffer der Forster hinnehmen. Weitere Tore fielen nicht und der TSV Fürth wurde erster deutscher Fußballmeister des ATSB. Es sollte die einzige Teilnahme der Fürther bei den ATSB-Meisterschaften bleiben. Nach dem Gewinn der Meisterschaft wechselten alleine sieben Spieler der Meistermannschaft zur SpVgg Fürth, wohl weil es beim TSV kein Geld zu verdienen gab.
Nach der Machtergreifung der Nationalsozialisten im Jahre 1933 wurde der TSV Fürth wie alle Arbeitersportvereine verboten. Im Jahre 1948 kam es zur Neugründung als Tuspo Fürth, der sich zu einem Breitensportverein entwickelte. Die Fußballer waren nur noch auf lokalem Niveau aktiv und brachten mit Julia Šimić eine spätere Bundesligaspielerin hervor. Die Tischtennismannschaft der Frauen spielte in der Saison 1994/95 in der 2. Bundesliga Süd. Zum 1. Juli 2003 verschmolz der finanziell angeschlagene Verein mit der SpVgg Greuther Fürth.